# アレクサンダル・プリヨヴィッチ
アレクサンダル・プリヨヴィッチ（Aleksandar Prijović、1990年4月21日 - ）は、スイス・ザンクト・ガレン出身のプロサッカー選手。元セルビア代表。ウェスタン・ユナイテッドFC所属。ポジションはFW。

## 経歴

### クラブ
FCザンクト・ガレンの下部組織で育成されたが、プロ契約は結ばず16歳でパルマFCに加入。2008年4月27日のレッジーナ・カルチョ戦でプロデビュー。
2008年8月7日、トライアルを経てダービー・カウンティFCに加入。
2008-09シーズン終了後、MSVデュースブルクやオーデンセBKのトライアルに参加したが、いずれも契約には至らなかった。2010年2月1日、FCシオンに加入。2013年7月1日、契約満了により退団。
2013年8月15日、ユールゴーデンIFと2年半契約を結んだ。
2015年7月9日、レギア・ワルシャワに移籍。
2017年1月16日、PAOKテッサロニキが190万ユーロで獲得。
2019年1月、アル・イテハドに移籍。
2021年10月15日、ウェスタン・ユナイテッドFCに移籍。

### 代表
当初はセルビアの年代別代表としてプレーしていたが、U-20からスイス代表に変更。
2017年2月、プリヨヴィッチはセルビア代表への再変更が可能かFIFAに問い合わせ、翌3月に変更が認められた。2017年10月9日、2018 FIFAワールドカップ・ヨーロッパ予選最終戦のジョージア戦で、アレクサンダル・ミトロヴィッチのクロスを頭で決め2大会振りとなるワールドカップ出場決定に大きく貢献した 。

## 代表歴

### 出場大会
- セルビア代表
  - 2018 FIFAワールドカップ

### 試合数
- 国際Aマッチ 13試合 2得点（2017年-2019年）[12]

| セルビア代表 | 国際Aマッチ | 国際Aマッチ |
| 年           | 出場        | 得点        |
| ------------ | ----------- | ----------- |
| 2017         | 7           | 1           |
| 2018         | 5           | 1           |
| 2019         | 1           | 0           |
| 通算         | 13          | 2           |

## タイトル

### クラブ
シオン
- スイス・カップ (1): 2010–11

レギア・ワルシャワ
- エクストラクラサ (2): 2015–16, 2016–17
- ポーランド・カップ (1): 2015–16

PAOKテッサロニキ
- キペロ・エラーダス (2): 2016–17, 2017–18
- ギリシャ・スーパーリーグ (1): 2019

### 個人
- ギリシャ・スーパーリーグ得点王 (1): 2017–18